# STS-51D
STS-51D e шестнадесетата мисия на НАСА по програмата Спейс шатъл и четвърти полет на совалката Дискавъри.

## Екипаж
| Пост                           | Астронавт                            |
| ------------------------------ | ------------------------------------ |
| Командир                       | Керъл Бобко втори космически полет   |
| Пилот                          | Доналд Уилямс първи космически полет |
| Специалист на мисията 1        | Реа Седън първи космически полет     |
| Специалист на мисията 2        | Джефри Хофман първи космически полет |
| Специалист на мисията 3        | Дейвид Григс първи космически полет  |
| Специалист по полезния товар 1 | Чарлс Уокър втори космически полет   |
| Специалист по полезния товар 2 | Едуин Гарн първи космически полет    |

- Броят на полетите е преди и включително тази мисия.

## Полетът
Изстрелването е насрочено за 19 март 1985 г. След отлагането и по технически причини и последвалата отмяна на мисия STS-51E, се налага да се събере полезния товар и на двете мисии. Той представлява два комуникационни спътника канадския Telesat-1 (Anik C-1) и SYNCOM IV-3 (Leasat-3). Първият спътник е изведен без проблеми, но за извеждането на втория се налага извънредно излизане в открития космос на астронавтите Джефри Хофман и Дейвид Григс.
Допълнително са проведени и няколко експеримента сред които електрофореза, астрономическа фотография, медицински експерименти и няколко, разработени от американски студенти.
По време на кацането в КЦ „Кенеди“ на 19 април 1985 г. совалката претърпява сериозен инцидент – повреда в спирачките и разкъсване на гума на единия колесник. Това принуждава всички следващи кацания да се правят във Военновъздушната база Едуардс поне до разработването на по-ефективна кормилна уредба на колесника, за да се намалят рисковете по време на кацане.

## Параметри на мисията
- Маса:
  - При старта: 113 802 кг
  - При кацането: 89 816 кг
  - Полезен товар: 13 249 кг
- Перигей: 445 км
- Апогей: 535 км
- Инклинация: 28,5°
- Орбитален период: 94.4 мин

### Космически разходки
| № | Участници                    | Начало                  | Край                    | Продължителност  |
| - | ---------------------------- | ----------------------- | ----------------------- | ---------------- |
| 1 | Джефри Хофман и Дейвид Григс | 16 април 1985 12:40 UTC | 16 април 1985 15:46 UTC | 3 часа 06 минути |

## Галерия
- Извеждането на Telesat-1.
- Syncom IV-3 по време на извеждането в космоса.
- Джефри Хофман и Дейвид Григс работят по време на космическата си разходка. Вижда се и Канадарм.
- Syncom IV-3 е почти освободен.
- Керъл Бобко и Едуин Гарн на борда на совалката